# Thiên hạ đại tín bài
Thiên hạ đại tín bài là tín bài cá nhân sử dụng ở hai miền Đại Việt trong thời kỳ Tây Sơn. Đây là tấm thẻ khắc chữ triện có hoa văn, giữa thẻ là bốn chữ Thiên hạ đại tín (天下大信) xung quanh có họ tên và quê quán. Thẻ có điểm chỉ làm bằng, đó là in đầu ngón tay trái của người chủ tín bài và dấu ấn do quan nha đóng lên. Tín bài này bắt buộc dùng chữ Nôm. Thiên hạ đại tín bài có vai trò giống như căn cước công dân ngày nay.

## Bối cảnh và mục đích
Sau khi đánh bại quân Mãn Thanh vào năm 1789, hoàng đế Quang Trung nhà Tây Sơn bắt đầu củng cố nội trị, trong đó hàng đầu là quốc phòng. Năm 1790, ông cho lập sổ đinh chia dân đinh thành 4 hạng theo 4 độ tuổi khác nhau: vi cập cánh (9–17 tuổi), tráng hạng (18–55 tuổi), lão hạng (56–60 tuổi), lão nhiên (61 tuổi trở lên); đồng thời cho ban hành tín bài. Tất cả điều này để thuận lợi quản lý dân cư.
Sự ra đời của tín bài này nhằm để kiểm soát dân cư, quản lý nhân khẩu. Mục đích khác là phục vụ tuyển quân khi cần. Mọi người dân phải mang theo và xuất trình khi người của quan phủ yêu cầu. Ai không có tín bài là dân trốn thuế, sẽ bị trừng phạt bằng việc đày ra biên giới hoặc sung làm phu dịch. Tổng trưởng, xã trưởng địa phương của người dân này sẽ bị bắt tội bằng cách tống giam.
Việc ban hành tín bài này áp dụng cho tất cả dân cư, thể hiện bình đẳng dân chúng không phân biệt giàu nghèo, sang hèn. Tuy nhiên việc ban hành tín bài này cũng có mặt trái, đó là dẫn đến việc người dân bị tra xét gắt gao khiến người dân sinh hoạt và đi lại trở nên khó khăn. Quan lại ở một số địa phương lợi dụng việc ban hành để quấy nhiễu, trục lợi người dân khiến người dân lo sợ, nhiều người trốn vào rừng núi. Dù vậy, chính sách tín bài đã giúp ích trong việc truy bắt phạm nhân cũng như những người chống đối thù địch nhà Tây Sơn. Do đó khiến những người có tinh thần phù Lê và người của phe chúa Nguyễn thất bại trong các âm mưu nổi loạn.

## Bãi bỏ
Quang Trung là người ban hành loại tín bài này nhưng về sau con trai ông – Quang Toản kế vị đã cho loại bỏ quy định về tín bài. Một số ý kiến cho rằng việc bãi bỏ loại tín bài này dẫn đến yếu đi việc quản lý dân cư, từ đó góp phần làm suy yếu nhà Tây Sơn và sau đó dẫn đến tình thế nguy hiểm cho họ khi phe chúa Nguyễn phản công.

### Sách
- Bùi Dương Lịch (1987). Lê quý dật sử. Nhà xuất bản Khoa học xã hội.
- Đào Trí Úc (1994). Nghiên cứu về hệ thống pháp luật Việt Nam, thế kỷ XV-thế kỷ XVIII. Nhà xuất bản Khoa học xã hội.
- Lê Trọng Hoàn (1993). La Sơn phu tử. Nhà xuất bản Văn hóa.
- Nguyễn Đăng Tấn, Nguyễn Công Liêm (1950), Hậu Lê Thống Chí, tập trên, nhà in Trường Xuân.
- Nguyễn Quang Trứ (2001). Vua Quang Trung. Nhà xuất bản Thanh niên.
- Nguyễn Tường Phượng (1950). Lược khảo binh-chế Việt-Nam qua các thời đại. Nhà xuất bản Ngày Mai.
- Phạm Văn Trà (2004). Sáu mươi năm Quân đội nhân dân Việt Nam. Nhà xuất bản Quân đội nhân dân.
- Phan Huy Lê (1961). Tìm hiểu thêm về phong trao nông dân Tây Sơn. Tủ sách Trường đại học Tổng Hợp.
- Tạ Chí Đại Trường (2007), Việt Nam thời Tây Sơn, Lịch sử nội chiến 1771-1802, Nhà xuất bản Công an nhân dân.
- Trương Hữu Quýnh, Đào Tố Uyên, Phạm Vǎn Hùng (2003). Lịch sử Việt Nam từ thế kỷ X đến 1858. Đại học sư phạm.{{Chú thích sách}}:  Quản lý CS1: nhiều tên: danh sách tác giả (liên kết)
- Viện sử học (1993). Đại nam liệt truyện, Tập 2. Viện khoa học xã hội Việt Nam.

### Tạp chí
- Bộ Quốc-Gia Giáo-Dục (1965). "Văn hóa nguyệt san: tập san nghiên cứu và phổ thông. Các tập 14 – 16". Nhà Văn Hóa và Bộ Quốc Gia Giáo Dục. {{Chú thích tạp chí}}: Chú thích magazine cần |magazine= (trợ giúp)
- Tạp chí Bách khoa (1961). "Bách khoa: Các số phát hành 111 – 114". {{Chú thích tạp chí}}: Chú thích magazine cần |magazine= (trợ giúp)